# John Heward
John Heward (* 31. Juli 1934 in Montréal; † 6. November 2018) war ein kanadischer Improvisations- und Jazzmusiker (Schlagzeug, Kalimba, Perkussion), der auch als Maler und Bildhauer tätig war.

## Leben
John Heward arbeitete ab den 1970er-Jahren u. a. mit Yves Bouliane, David Prentice, Glenn Spearman, Malcolm Goldstein, Joe McPhee, Dominic Duval, Lisle Ellis, Paul Bley und Joe Giardullo. 2002 erschien bei CIMP das Album Adventures in the Looking Glass, das er im Trio mit Tristan Honsinger und Jean Derome aufgenommen hatte. Im Bereich des Jazz war er zwischen 1985 und 2011 an 16 Aufnahmesessions beteiligt.
Hewards Werke wurde in kanadischen und europäischen Museen und Galerien ausgestellt, darunter im Musée national des beaux-arts du Québec und im Centre culturel canadien in Paris. Gezeigt werden seine Arbeiten ferner im Musée d’art contemporain de Montreal. Für seine künstlerische Tätigkeit wurde er 2012 mit dem kanadischen Prix-Paul-Émile-Borduas ausgezeichnet.
Er starb 84-jährig am 6. November 2018.

## Diskografische Hinweise
- Glenn Spearman / John Heward Utterance (Cadence Jazz Records, 1990)
- Glenn Spearman / John Heward Group: th (CIMP, 1997), mit Christopher Cauley, Dominic Duval, David Prentice
- Malcolm Goldstein / John Heward / Rainer Wiens: Chants Cachés (Ambiances Magnétiques, 1999)
- Dominic Duval / John Heward / Joe McPhee: Undersound (Leo Records, 2000)
- Dominic Duval / John Heward / Joe McPhee: Undersound II (Leo Records, 2003)
- John Heward: Let Them Pass (Laissez-Passer) (Drimala, 2004), mit Joe Giardullo und Michael Bisio
- Joe McPhee / John Heward: Voices: 10 Improvisations (Mode avant, 2008)
- Lori Freedman / John Heward: On No On (2013)